# Annett Böhm
Annett Böhm (Meerane, 8 de enero de 1980) es una deportista alemana que compitió en judo.
Participó en los Juegos Olímpicos de Atenas 2004, obteniendo una medalla de bronce en la categoría de –70 kg. Ganó una medalla de bronce en el Campeonato Mundial de Judo de 2003, en la misma categoría.

## Palmarés internacional
| Juegos Olímpicos   | Juegos Olímpicos | Juegos Olímpicos  | Juegos Olímpicos |
| Año                | Lugar            | Medalla           | Categoría        |
| ------------------ | ---------------- | ----------------- | ---------------- |
| 2004               | Atenas (Grecia)  | Medalla de bronce | –70 kg           |
| Campeonato Mundial |                  |                   |                  |
| Año                | Lugar            | Medalla           | Categoría        |
| 2003               | Osaka (Japón)    | Medalla de bronce | –70 kg           |